# Boyipalli, Bagepalli
Boyipalli là một làng thuộc tehsil Bagepalli, huyện Kolar, bang Karnataka, Ấn Độ.